# Луције Марко Цензорије
Луције Марко Цензорије био је римски конзул и војсковођа. Учествовао је у Трећем пунском рату. 

## Биографија
О Луцијевом животу нема много података у историјским изворима. За конзула је изабран 149. године п. н. е. Колега му је био Маније Манилије. Конзули су послати у поход на Картагину. Картагина се одредбама мировног споразума склопљеним након пораза у Другом пунском рату обавезала да неће водити ратове на територији Африке без дозволе Рима. Договор је прекршила 149. године п. н. е. када је напала нумидског краља Масинису који јој је отимао територије. Био је то повод кога су Римљани чекали. 
Римска војска подељена је на два дела. Луцијева војска вероватно је била она која је поразила Хаздрубала Беотарха на почетку рата. 